# توماس غاردنر (كرة سلة)
توماس غاردنر (بالإنجليزية: Thomas Gardner)‏ مواليد 8 فبراير 1985 في بورتلاند، هو لاعب كرة سلة محترف أمريكي بدأ مسيرته الاحترافية في سنة 2006. يبلغ طوله 6 قدم 5 بوصة (2.0 م).

## فرق لعب لها
- شيكاغو بولز
- لوكوموتيف كوبان
- أتلانتا هوكس

## إحصائيات المسيرة

### الموسم الاعتيادي
| السنة   | الفريق       | لعب | بدأ | دقيقة | ميداني% | ثلاثية | حرة  | ارتداد | صنع | استلاب | تصدي | نقطة |
| ------- | ------------ | --- | --- | ----- | ------- | ------ | ---- | ------ | --- | ------ | ---- | ---- |
| 2007–08 | شيكاغو بولز  | 4   | 0   | 11.3  | .391    | .250   | .000 | 1.0    | .3  | .0     | .0   | 5.3  |
| 2008–09 | أتلانتا هوكس | 16  | 0   | 6.1   | .250    | .174   | .500 | .4     | .1  | .3     | .1   | 1.5  |
| المسيرة |              | 20  | 0   | 7.1   | .305    | .200   | .333 | .6     | .2  | .2     | .1   | 2.3  |

### التصفيات
| السنة   | الفريق       | لعب | بدأ | دقيقة | ميداني% | ثلاثية | حرة   | ارتداد | صنع | استلاب | تصدي | نقطة |
| ------- | ------------ | --- | --- | ----- | ------- | ------ | ----- | ------ | --- | ------ | ---- | ---- |
| 2008–09 | أتلانتا هوكس | 3   | 0   | 6.3   | .385    | .500   | 1.000 | .7     | .7  | .3     | .0   | 4.7  |
| المسيرة |              | 3   | 0   | 6.3   | .385    | .500   | 1.000 | .7     | .7  | .3     | .0   | 4.7  |

## روابط خارجية
- توماس غاردنر على موقع إن بي أي (الإنجليزية)
- توماس غاردنر على موقع سبورتس رفرنس (الإنجليزية)
- توماس غاردنر على موقع كرة السلة الأوروبية.كوم (الإنجليزية)
- توماس غاردنر على موقع كلية كرة السلة في سبورتس رفرنس.كوم (الإنجليزية)
- توماس غاردنر على موقع ريلجم (الإنجليزية)
- توماس غاردنر على موقع بروبوليرز (الإنجليزية)
- توماس غاردنر على موقع سبورتس رفرنس (الإنجليزية)